# Серпово (Поморське воєводство)
Серпово (пол. Sierpowo, нім. Breitenfelde) — село в Польщі, у гміні Чарне Члуховського повіту Поморського воєводства.
Населення — 202 особи (2011).
У 1975-1998 роках село належало до Слупського воєводства.

## Демографія
Демографічна структура станом на 31 березня 2011 року:
|          | Загалом | Допрацездатний вік | Працездатний вік | Постпрацездатний вік |
| -------- | ------- | ------------------ | ---------------- | -------------------- |
| Чоловіки | 104     | 33                 | 61               | 10                   |
| Жінки    | 98      | 26                 | 52               | 20                   |
| Разом    | 202     | 59                 | 113              | 30                   |